# NGC 1320
NGC 1320 je galaksija u zviježđu Eridan.

## Vanjske poveznice
- SEDS: NGC 1320